# Zdenka Rusova
Zdenka Rusova, född 21 juli 1939 i Prag, är en tjeckisk-norsk grafiker, utbildad i Prag.
Rusova är bosatt i Norge sedan 1970 och blev norsk medborgare 1974. Hon var professor i grafik vid Statens Kunstakademi 1987–1995 och var skolans rektor 1989–1992. Hennes raderingar och tuschteckningar är subtila, finlemmade abstraktioner av växande och pulserande organiska former. Rusova är representerad i flera museer och samlingar i Norge.